# Nor-Am Cup 2012
La Nor-Am Cup 2012 è stata la 35ª edizione della  manifestazione organizzata dalla Federazione Internazionale Sci. È iniziata a Loveland negli Stati Uniti per gli uomini il 26 novembre 2011 e per le donne il 28 novembre, in entrambi i casi con un slalom speciale. La competizione si è conclusa il 23 e 24 marzo 2012 a Mont-Sainte-Anne, in Canada, con due slalom speciali.
In campo maschile sono state disputate 25 delle 29 gare in programma (2 discese libere, 6 supergiganti, 7 slalom giganti, 8 slalom speciali, 2 supercombinate), in 7 diverse località. Il canadese Erik Read si è aggiudicato sia la classifica generale, sia quella di combinata; lo statunitense Ryan Cochran-Siegle ha vinto quelle di discesa libera e di supergigante e i suoi connazionali Robby Kelley e Will Brandenburg rispettivamente quelle di slalom gigante e di slalom speciale. Lo statunitense Thomas Biesemeyer era il detentore uscente del trofeo generale.
In campo femminile sono state disputate 25 delle 29 gare in programma (2 discese libere, 6 supergiganti, 7 slalom giganti, 8 slalom speciali, 2 supercombinate), in 8 diverse località. La statunitense Julia Ford si è aggiudicata sia la classifica generale, sia quella di discesa libera; la russa Marija Bedarëva ha vinto quella di supergigante, la statunitense Megan McJames quella di slalom gigante, la canadese Elli Terwiel quella di slalom speciale e la russa Elena Prosteva quella di combinata. La statunitense Kiley Staples era la detentrice uscente del trofeo generale.

## Uomini

### Risultati
| Data             | Località         | Nazione     | Spec. | Primo                           | Secondo                     | Terzo                |
| ---------------- | ---------------- | ----------- | ----- | ------------------------------- | --------------------------- | -------------------- |
| 26 novembre 2011 | Loveland         | Stati Uniti | SL    | Will Brandenburg                | Marcel Hirscher             | Brad Spence          |
| 27 novembre 2011 | Loveland         | Stati Uniti | SL    | Will Brandenburg                | Mario Matt                  | Paul Stutz           |
| 28 novembre 2011 | Aspen            | Stati Uniti | GS    | Marcel Hirscher                 | Cyprien Richard             | Matts Olsson         |
| 29 novembre 2011 | Aspen            | Stati Uniti | GS    | Tommy Ford                      | Marcel Hirscher             | Will Gregorak        |
| 6 dicembre 2011  | Nakiska          | Canada      | SG    | Ryan Cochran-Siegle Erik Fisher |                             | Philipp Zepnik       |
| 7 dicembre 2011  | Nakiska          | Canada      | SG    | Ryan Cochran-Siegle             | Dustin Cook                 | Wiley Maple          |
| 9 dicembre 2011  | Nakiska          | Canada      | SC    | Trevor Philp                    | Erik Read                   | Andy Trow            |
| 11 dicembre 2011 | Panorama         | Canada      | SG    | Erik Read                       | Anton Lindebner Tomaž Sovič |                      |
| 12 dicembre 2011 | Panorama         | Canada      | SC    | Erik Read                       | Phil Brown                  | Jared Goldberg       |
| 12 dicembre 2011 | Panorama         | Canada      | SG    | Ryan Cochran-Siegle             | Phil Brown                  | Jared Goldberg       |
| 13 dicembre 2011 | Panorama         | Canada      | GS    | Robby Kelley                    | Dustin Cook                 | Brennan Rubie        |
| 14 dicembre 2011 | Panorama         | Canada      | GS    | Robby Kelley                    | Espen Lysdahl               | Charles Christianson |
| 15 dicembre 2011 | Panorama         | Canada      | SL    | Bernard Vajdič                  | Jonathan Nordbotten         | Michael Ankeny       |
| 16 dicembre 2011 | Panorama         | Canada      | SL    | Jonathan Nordbotten             | Michael Ankeny              | Colby Granstrom      |
| 4 febbraio 2012  | Vail             | Stati Uniti | SL    | Brad Spence                     | Espen Lysdahl               | Leif Kristian Haugen |
| 5 febbraio 2012  | Vail             | Stati Uniti | SL    | Will Brandenburg                | Trevor Philp                | Leif Kristian Haugen |
| 6 febbraio 2012  | Vail             | Stati Uniti | GS    | Will Brandenburg                | Jean-Philippe Roy           | Trevor Philp         |
| 7 febbraio 2012  | Vail             | Stati Uniti | GS    | Erik Read                       | Jean-Philippe Roy           | Leif Kristian Haugen |
| 9 febbraio 2012  | Aspen            | Stati Uniti | SG    | Bryce Bennett                   | Jeffrey Frisch              | Ryan Cochran-Siegle  |
| 10 febbraio 2012 | Aspen            | Stati Uniti | SG    | Jeffrey Frisch                  | Bryce Bennett               | Erik Read            |
| 12 febbraio 2012 | Aspen            | Stati Uniti | DH    | Conrad Pridy                    | Ryan Cochran-Siegle         | Dustin Cook          |
| 14 febbraio 2012 | Aspen            | Stati Uniti | DH    | Ryan Cochran-Siegle             | Dustin Cook                 | Conrad Pridy         |
| 12 marzo 2012    | Stowe            | Stati Uniti | GS    | Phil Brown                      | Nick Cohee                  | Trevor Philp         |
| 13 marzo 2012    | Stowe            | Stati Uniti | SL    | Phil Brown                      | Ryan Cochran-Siegle         | Colby Granstrom      |
| 19 marzo 2012    | Le Massif        | Canada      | DH    | annullata                       | annullata                   | annullata            |
| 21 marzo 2012    | Le Massif        | Canada      | DH    | annullata                       | annullata                   | annullata            |
| 22 marzo 2012    | Le Massif        | Canada      | SG    | annullata                       | annullata                   | annullata            |
| 23 marzo 2012    | Mont-Sainte-Anne | Canada      | GS    | annullata                       | annullata                   | annullata            |
| 24 marzo 2012    | Mont-Sainte-Anne | Canada      | SL    | Michael Janyk                   | Colby Granstrom             | Michael Ankeny       |

Legenda:

DH = discesa libera

SG = supergigante

GS = slalom gigante

SL = slalom speciale

SC = supercombinata

### Classifiche

#### Generale
| Pos. | Nome                | Nazione     | Punti |
| ---- | ------------------- | ----------- | ----- |
| 1    | Erik Read           | Canada      | 888   |
| 2    | Ryan Cochran-Siegle | Stati Uniti | 878   |
| 3    | Trevor Philp        | Canada      | 682   |
| 4    | Chris Frank         | Stati Uniti | 518   |
| 5    | Phil Brown          | Canada      | 480   |
| 6    | Dustin Cook         | Canada      | 473   |
| 7    | Jonathan Nordbotten | Norvegia    | 442   |
| 8    | Jared Goldberg      | Stati Uniti | 430   |
| 8    | Colby Granstrom     | Stati Uniti | 430   |
| 10   | Jeffrey Frisch      | Canada      | 429   |

#### Discesa libera
| Pos. | Nome                | Nazione     | Punti |
| ---- | ------------------- | ----------- | ----- |
| 1    | Ryan Cochran-Siegle | Stati Uniti | 180   |
| 2    | Conrad Pridy        | Canada      | 160   |
| 3    | Dustin Cook         | Canada      | 140   |
| 4    | Louis-Pierre Hélie  | Canada      | 100   |
| 5    | Thomas Biesemeyer   | Stati Uniti | 77    |

#### Supergigante
| Pos. | Nome                | Nazione     | Punti |
| ---- | ------------------- | ----------- | ----- |
| 1    | Ryan Cochran-Siegle | Stati Uniti | 419   |
| 2    | Erik Read           | Canada      | 286   |
| 3    | Jeffrey Frisch      | Canada      | 272   |
| 4    | Bryce Bennett       | Stati Uniti | 269   |
| 5    | Chris Frank         | Stati Uniti | 231   |

#### Slalom gigante
| Pos. | Nome                 | Nazione     | Punti |
| ---- | -------------------- | ----------- | ----- |
| 1    | Robby Kelley         | Stati Uniti | 227   |
| 2    | Trevor Philp         | Canada      | 223   |
| 3    | Erik Read            | Canada      | 221   |
| 4    | Leif Kristian Haugen | Norvegia    | 215   |
| 5    | Phil Brown           | Canada      | 202   |

#### Slalom speciale
| Pos. | Nome                | Nazione     | Punti |
| ---- | ------------------- | ----------- | ----- |
| 1    | Will Brandenburg    | Stati Uniti | 336   |
| 2    | Jonathan Nordbotten | Norvegia    | 306   |
| 3    | Trevor Philp        | Canada      | 286   |
| 4    | Espen Lysdahl       | Norvegia    | 236   |
| 5    | Colby Granstrom     | Stati Uniti | 233   |

#### Combinata
| Pos. | Nome           | Nazione     | Punti |
| ---- | -------------- | ----------- | ----- |
| 1    | Erik Read      | Canada      | 180   |
| 2    | Trevor Philp   | Canada      | 140   |
| 3    | Jared Goldberg | Stati Uniti | 96    |
| 4    | Chris Frank    | Stati Uniti | 85    |
| 5    | Phil Brown     | Canada      | 80    |

## Donne

### Risultati
| Data             | Località         | Nazione     | Spec. | Prima                  | Seconda                   | Terza                     |
| ---------------- | ---------------- | ----------- | ----- | ---------------------- | ------------------------- | ------------------------- |
| 28 novembre 2011 | Loveland         | Stati Uniti | SL    | Christina Geiger       | Marie-Michèle Gagnon      | Lena Dürr                 |
| 28 novembre 2011 | Loveland         | Stati Uniti | SL    | Mikaela Shiffrin       | Lena Dürr                 | Fanny Chmelar             |
| 30 novembre 2011 | Aspen            | Stati Uniti | GS    | Marie-Pier Préfontaine | Ana Drev                  | Corinne Suter             |
| 1º dicembre 2011 | Aspen            | Stati Uniti | GS    | Marie-Pier Préfontaine | Corinne Suter             | Wendy Holdener            |
| 6 dicembre 2011  | Nakiska          | Canada      | SG    | Marija Bedarëva        | Elena Prosteva            | Greta Small               |
| 7 dicembre 2011  | Nakiska          | Canada      | SG    | Marija Bedarëva        | Madison Irwin             | Anastasija Kedrina        |
| 8 dicembre 2011  | Nakiska          | Canada      | SC    | Elena Prosteva         | Madison Irwin             | Anna Sorokina             |
| 11 dicembre 2011 | Panorama         | Canada      | SC    | Marie-Pier Préfontaine | Megan McJames             | Elena Prosteva            |
| 11 dicembre 2011 | Panorama         | Canada      | SG    | Larisa Yurkiw          | Marie-Pier Préfontaine    | Abby Ghent                |
| 12 dicembre 2011 | Panorama         | Canada      | SG    | Marie-Pier Préfontaine | Larisa Yurkiw             | Madison Irwin             |
| 13 dicembre 2011 | Panorama         | Canada      | SL    | Erin Mielzynski        | Anna Goodman              | Kristina Riis-Johannessen |
| 14 dicembre 2011 | Panorama         | Canada      | SL    | Erin Mielzynski        | Ève Routhier              | Kiley Staples             |
| 15 dicembre 2011 | Panorama         | Canada      | GS    | Anastasija Kedrina     | Megan McJames             | Abby Ghent                |
| 16 dicembre 2011 | Panorama         | Canada      | GS    | Larisa Yurkiw          | Anastasija Kedrina        | Julia Ford                |
| 2 febbraio 2012  | Vail             | Stati Uniti | GS    | Resi Stiegler          | Abby Ghent                | Madison Irwin             |
| 3 febbraio 2012  | Vail             | Stati Uniti | GS    | Resi Stiegler          | Brooke Wales              | Megan McJames             |
| 4 febbraio 2012  | Vail             | Stati Uniti | SL    | Madison Irwin          | Resi Stiegler             | Elli Terwiel              |
| 5 febbraio 2012  | Vail             | Stati Uniti | SL    | Resi Stiegler          | Elli Terwiel              | Brittany Phelan           |
| 9 febbraio 2012  | Aspen            | Stati Uniti | SG    | Julia Ford             | Abby Ghent                | Lauren Samuels            |
| 10 febbraio 2012 | Aspen            | Stati Uniti | SG    | Julia Ford             | Abby Ghent                | Brooke Wales              |
| 13 febbraio 2012 | Aspen            | Stati Uniti | DH    | Julia Ford             | Abby Ghent                | Brooke Wales              |
| 14 febbraio 2012 | Aspen            | Stati Uniti | DH    | Julia Ford             | Tess Davies               | Kiley Staples             |
| 13 marzo 2012    | Mont Garceau     | Canada      | GS    | Marie-Pier Préfontaine | Kristina Riis-Johannessen | Larisa Yurkiw             |
| 14 marzo 2012    | Val Saint-Côme   | Canada      | SL    | Anna Goodman           | Hailey Duke               | Kristina Riis-Johannessen |
| 19 marzo 2012    | Le Massif        | Canada      | DH    | annullata              | annullata                 | annullata                 |
| 21 marzo 2012    | Le Massif        | Canada      | DH    | annullata              | annullata                 | annullata                 |
| 22 marzo 2012    | Le Massif        | Canada      | SG    | annullata              | annullata                 | annullata                 |
| 24 marzo 2012    | Mont-Sainte-Anne | Canada      | GS    | annullata              | annullata                 | annullata                 |
| 23 marzo 2012    | Mont-Sainte-Anne | Canada      | SL    | Marie-Michèle Gagnon   | Erin Mielzynski           | Hailey Duke               |

Legenda:

DH = discesa libera

SG = supergigante

GS = slalom gigante

SL = slalom speciale

SC = supercombinata

### Classifiche

#### Generale
| Pos. | Nome                   | Nazione     | Punti |
| ---- | ---------------------- | ----------- | ----- |
| 1    | Julia Ford             | Stati Uniti | 871   |
| 2    | Abby Ghent             | Stati Uniti | 830   |
| 3    | Megan McJames          | Stati Uniti | 761   |
| 4    | Madison Irwin          | Canada      | 735   |
| 5    | Kiley Staples          | Stati Uniti | 639   |
| 6    | Marie-Pier Préfontaine | Canada      | 627   |
| 7    | Brooke Wales           | Stati Uniti | 511   |
| 8    | Resi Stiegler          | Stati Uniti | 461   |
| 9    | Elli Terwiel           | Canada      | 449   |
| 10   | Larisa Yurkiw          | Canada      | 421   |

#### Discesa libera
| Pos. | Nome          | Nazione     | Punti |
| ---- | ------------- | ----------- | ----- |
| 1    | Julia Ford    | Stati Uniti | 200   |
| 2    | Abby Ghent    | Stati Uniti | 130   |
| 3    | Tess Davies   | Canada      | 116   |
| 4    | Kiley Staples | Stati Uniti | 105   |
| 4    | Brooke Wales  | Stati Uniti | 105   |

#### Supergigante
| Pos. | Nome            | Nazione     | Punti |
| ---- | --------------- | ----------- | ----- |
| 1    | Marija Bedarëva | Russia      | 269   |
| 2    | Abby Ghent      | Stati Uniti | 267   |
| 3    | Julia Ford      | Stati Uniti | 250   |
| 4    | Madison Irwin   | Canada      | 240   |
| 5    | Larisa Yurkiw   | Canada      | 225   |

#### Slalom gigante
| Pos. | Nome                   | Nazione     | Punti |
| ---- | ---------------------- | ----------- | ----- |
| 1    | Megan McJames          | Stati Uniti | 322   |
| 2    | Marie-Pier Préfontaine | Canada      | 300   |
| 3    | Abby Ghent             | Stati Uniti | 291   |
| 4    | Resi Stiegler          | Stati Uniti | 249   |
| 5    | Julia Ford             | Stati Uniti | 215   |

#### Slalom speciale
| Pos. | Nome            | Nazione     | Punti |
| ---- | --------------- | ----------- | ----- |
| 1    | Elli Terwiel    | Canada      | 348   |
| 2    | Erin Mielzynski | Canada      | 330   |
| 3    | Hailey Duke     | Stati Uniti | 288   |
| 4    | Kiley Staples   | Stati Uniti | 258   |
| 5    | Resi Stiegler   | Stati Uniti | 212   |

#### Combinata
| Pos. | Nome                   | Nazione     | Punti |
| ---- | ---------------------- | ----------- | ----- |
| 1    | Elena Prosteva         | Russia      | 160   |
| 2    | Marie-Pier Préfontaine | Canada      | 100   |
| 3    | Anna Sorokina          | Russia      | 89    |
| 4    | Abby Ghent             | Stati Uniti | 86    |
| 5    | Elena Jakovišina       | Russia      | 85    |
| 5    | Anastasija Kedrina     | Russia      | 85    |